# Quilessa tritis
Quilessa tritis är en insektsart som beskrevs av Ronald Gordon Fennah 1945. Quilessa tritis ingår i släktet Quilessa och familjen Kinnaridae. Inga underarter finns listade i Catalogue of Life.